# 倶知安駅
倶知安駅（くっちゃんえき）は、北海道虻田郡倶知安町南3条西4丁目にある、北海道旅客鉄道（JR北海道）函館本線の駅である。駅番号はS23。電報略号はクチ。事務管理コードは▲130107。

## 概要
1904年（明治37年）10月15日、北海道鉄道（初代、現在の函館本線）の駅として開設された。1919年（大正8年）11月15日に京極軽便線（後の胆振線）が開通すると、両路線の分岐駅となった。
かつては倶知安機関区が設置されていたが、1974年（昭和49年）12月に廃止となり、1986年（昭和61年）11月1日には函館本線の長万部駅 - 小樽駅間から特急「北海」、急行「ニセコ」・「らいでん」など優等列車の設定がなくなり、胆振線も廃止となった。
建設中の北海道新幹線新函館北斗駅 - 札幌駅間延伸開業時には、当駅は新幹線停車駅となる予定であるが、並行在来線となる函館本線の長万部 - 小樽間は廃止の予定である。

## 歴史

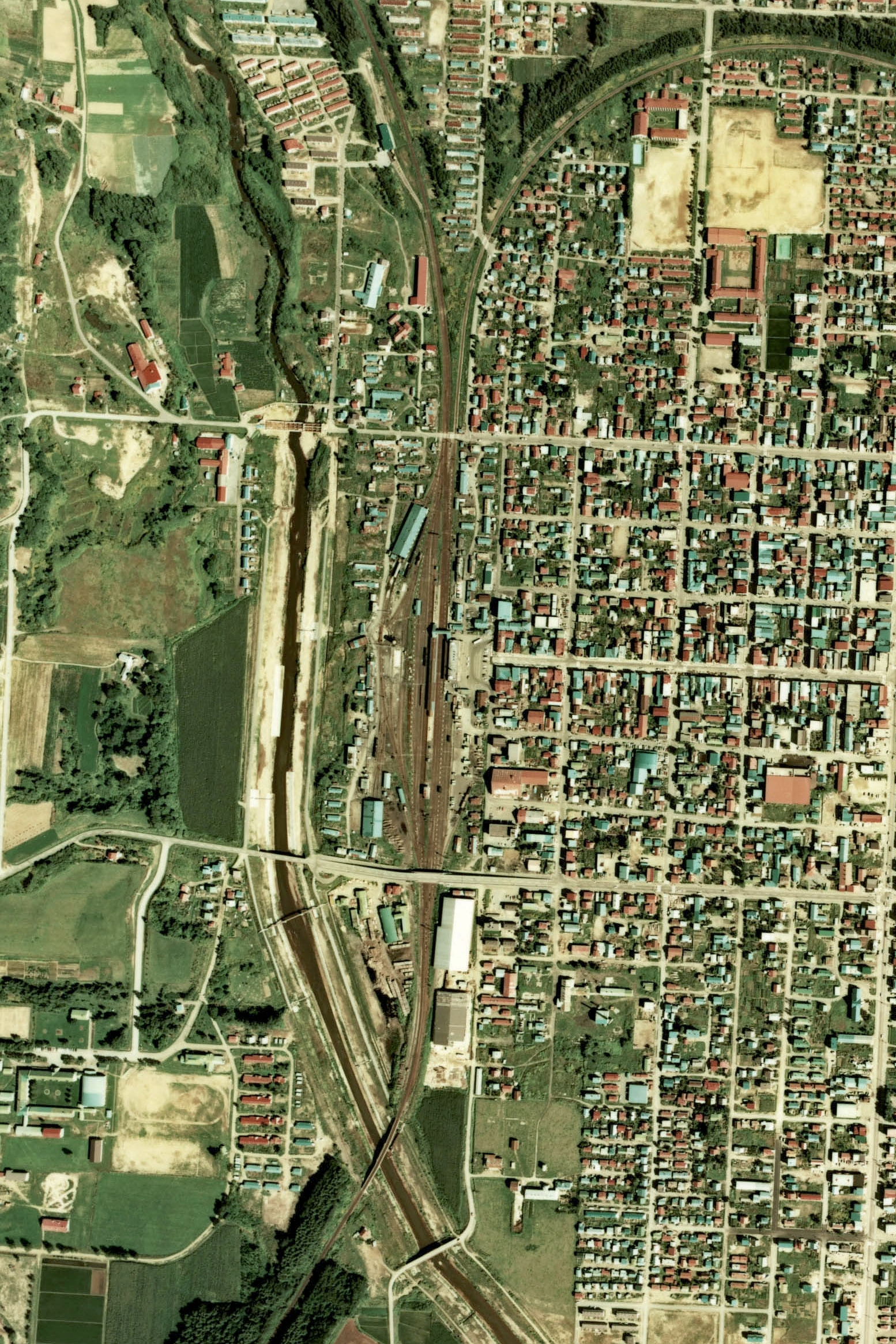
1976年の倶知安駅と周囲約1×1.5 km範囲。上は左側を函館本線小樽方面、右側へ胆振線京極方面。駅舎のほぼ正面に転車台が残る。また上端中央左寄り、函館本線左脇に保線車両基地を持っている。

- 1904年（明治37年）10月15日：北海道鉄道歌棄駅（現在の熱郛駅） - 小沢駅間の延伸開業に伴い、同線の駅として開業[1]。一般駅[1]。機関庫設置。
- 1907年（明治40年）7月1日：北海道鉄道の国有化に伴い、国有鉄道に移管。
- 1909年（明治42年）10月12日：国有鉄道線路名称制定に伴い、函館本線の駅となる。
- 1913年（大正2年）6月2日：倶知安機関庫設置（北海道鉄道管理局の事務上制定）。
- 1919年（大正8年）11月15日：京極軽便線の当駅 - 京極駅間が開通[3]。
- 1922年（大正11年）9月2日：京極軽便線が京極線と改称。
- 1930年（昭和5年）5月16日：倶知安機関庫を小樽築港機関庫倶知安分庫とする。
- 1936年（昭和11年）9月：小樽築港機関庫倶知安分庫から小樽築港機関区倶知安支区と改称。
- 1941年（昭和16年）10月：小樽築港機関区倶知安支区から倶知安機関区に昇格。
- 1944年（昭和19年）7月1日：胆振縦貫鉄道の国有化に伴い、京極線が胆振線に編入。
- 1949年（昭和24年）6月1日：日本国有鉄道法施行に伴い、日本国有鉄道（国鉄）に継承。
- 1974年（昭和49年）12月：倶知安機関区廃止。
- 1984年（昭和59年）2月1日：貨物の取扱い廃止[1]。
- 1985年（昭和60年）3月14日：荷物の取扱い廃止[1]。
- 1986年（昭和61年）11月1日：胆振線廃止[4]。同時に2面3線のホームのうち1番のりばを撤去し、1面2線となる。また、特急「北海」・急行「ニセコ」の廃止に伴い、優等列車の停車がなくなる。
- 1987年（昭和62年）4月1日：国鉄分割民営化に伴い、北海道旅客鉄道（JR北海道）の駅となる[1]。
- 2007年（平成19年）10月1日：駅ナンバリングを実施[報道 1]。
- 2010年（平成22年）3月：駅舎内の立ち食いそば屋が閉店。
- 2015年（平成27年）：駅舎内のキヨスクが閉店。
- 2021年（令和3年）10月31日：新ホーム供用開始[報道 2]。
- 2024年（令和6年）度：話せる券売機を設置[7]。

## 駅構造

### 在来線
地上駅である。1面2線、全長92mの島式ホームで、4両編成の列車に対応。駅舎側の1番のりばは小樽方面発着の頭端式ホームとなっている。北海道新幹線のホーム建設に伴い（経緯は後述）、線路やホームの移設工事を実施、2021年10月31日より供用された。かつてのホームを貫く形で仮設の連絡通路（延長約40m）が設置され、バリアフリーで駅舎とホームの往来が可能となっている。
社員配置駅であり、管理駅として小沢 - 目名間の各駅を管理下に置いている。また長万部 - 小樽間の運行管理は当駅の輸送社員が行う。
みどりの窓口と話せる券売機が設置されている。かつては清水立売商会が立ち食いそば屋「倶知安そば」の営業とともに「焼きジャガイモ弁当」や名物「ニセコそば」などの駅弁を調製し構内売店やホーム立売りなどで販売していたが、駅弁は1990年代に販売を終了している。その後は倶知安そばとキヨスクが駅舎内に残ったが、「倶知安そば」は2010年（平成22年）3月、キヨスクは2015年（平成27年）に閉店した。一方で、2016年（平成28年）に駅構内に案内所が開設された。

### のりば
| 番線 | 路線      | 方向 | 行先             |
| ---- | --------- | ---- | ---------------- |
| 1・2 | ■函館本線 | 下り | 小樽・札幌方面   |
| 2    | ■函館本線 | 上り | 蘭越・長万部方面 |

- 1番線は当駅始発

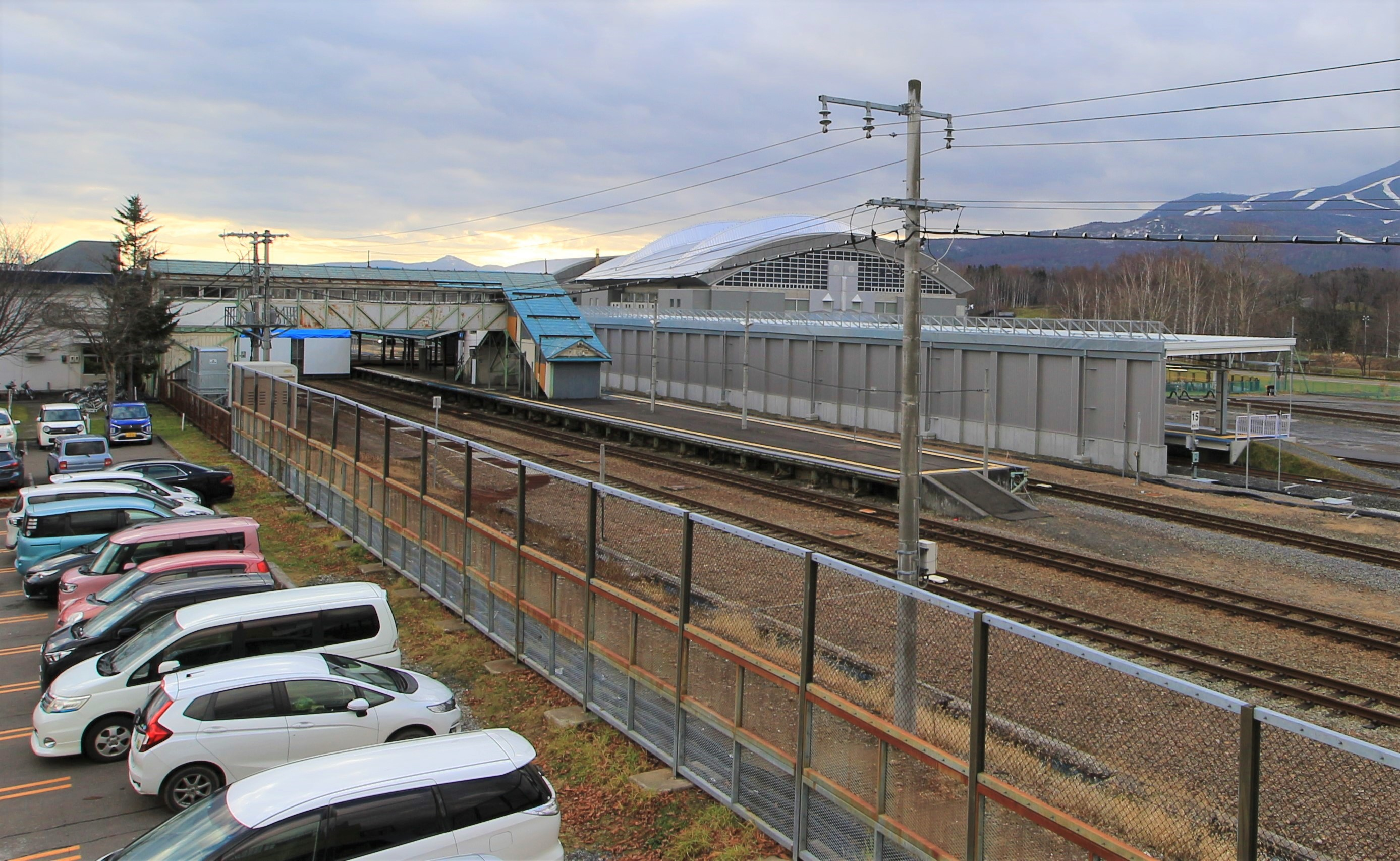
旧ホーム・仮設ホーム（2021年11月）
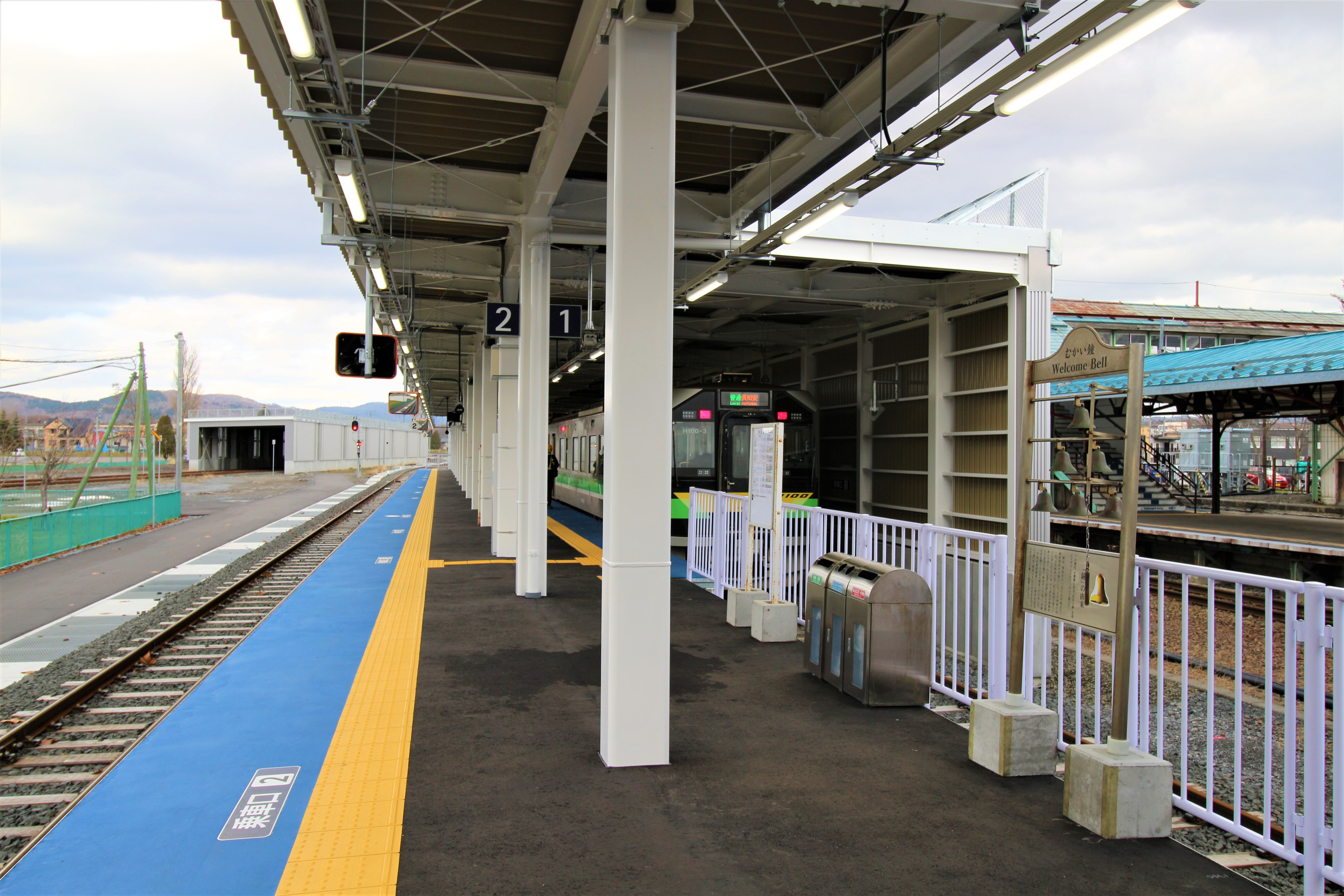
仮設ホーム（2021年11月）
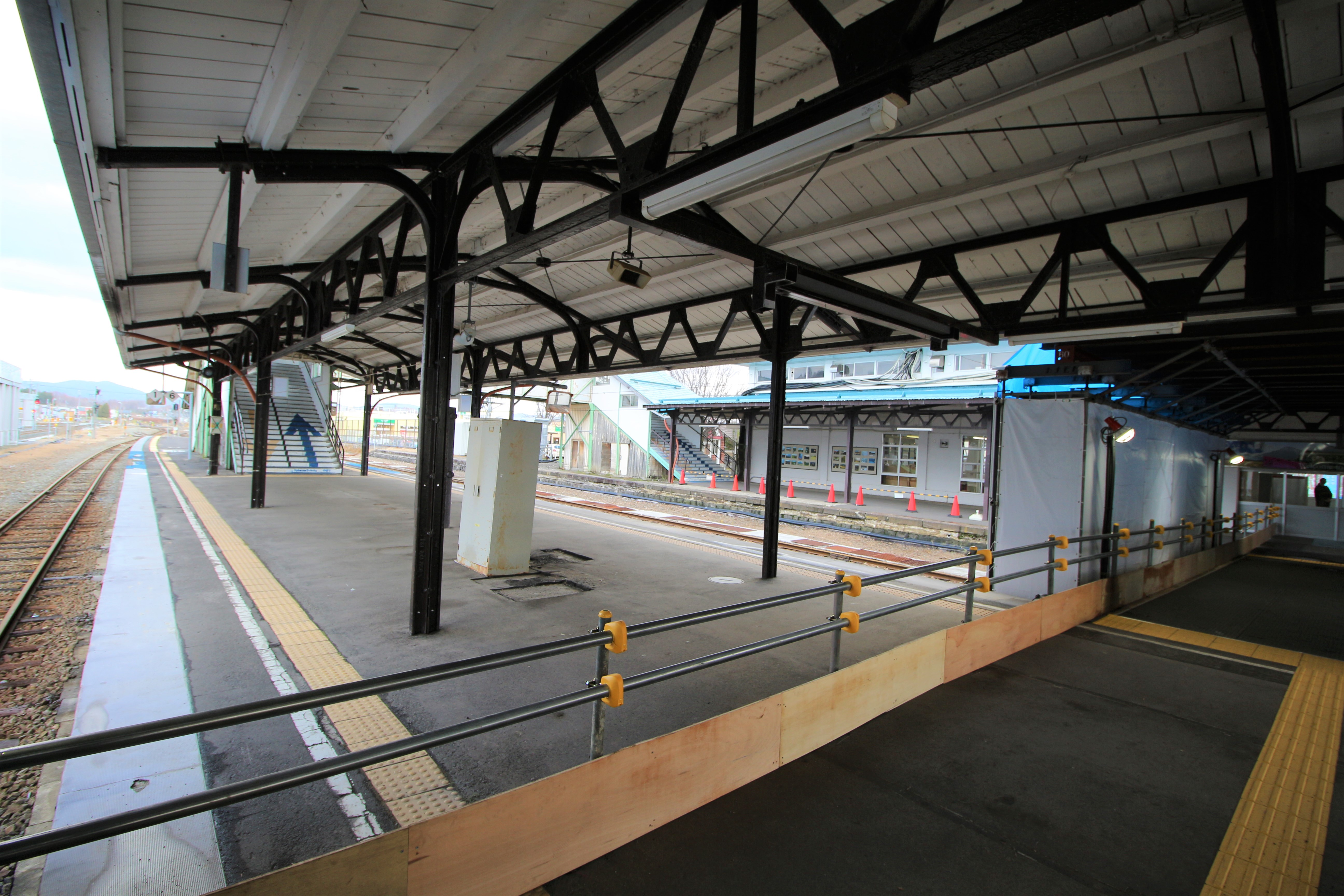
仮設連絡通路（2021年11月）

### 在来線旧ホーム（2021年10月30日まで）
元々はホームは2面3線であったが、胆振線廃止に伴い駅舎側の単式ホーム（1番のりば）を撤去し、2・3番のりばのみの1面2線島式ホーム（全長190m、8両編成の列車に対応）となった。その他、構内に留置線がある。ホーム間の移動は跨線橋で行う。駅構内では夜間滞泊が行われる。

### 旧のりば（2021年10月30日まで）
| 番線 | 路線      | 方向 | 行先             | 備考            |
| ---- | --------- | ---- | ---------------- | --------------- |
| 2    | ■函館本線 | 上り | 蘭越・長万部方面 |                 |
| 3    | ■函館本線 | 下り | 小樽・札幌方面   | 当駅始発は2番線 |

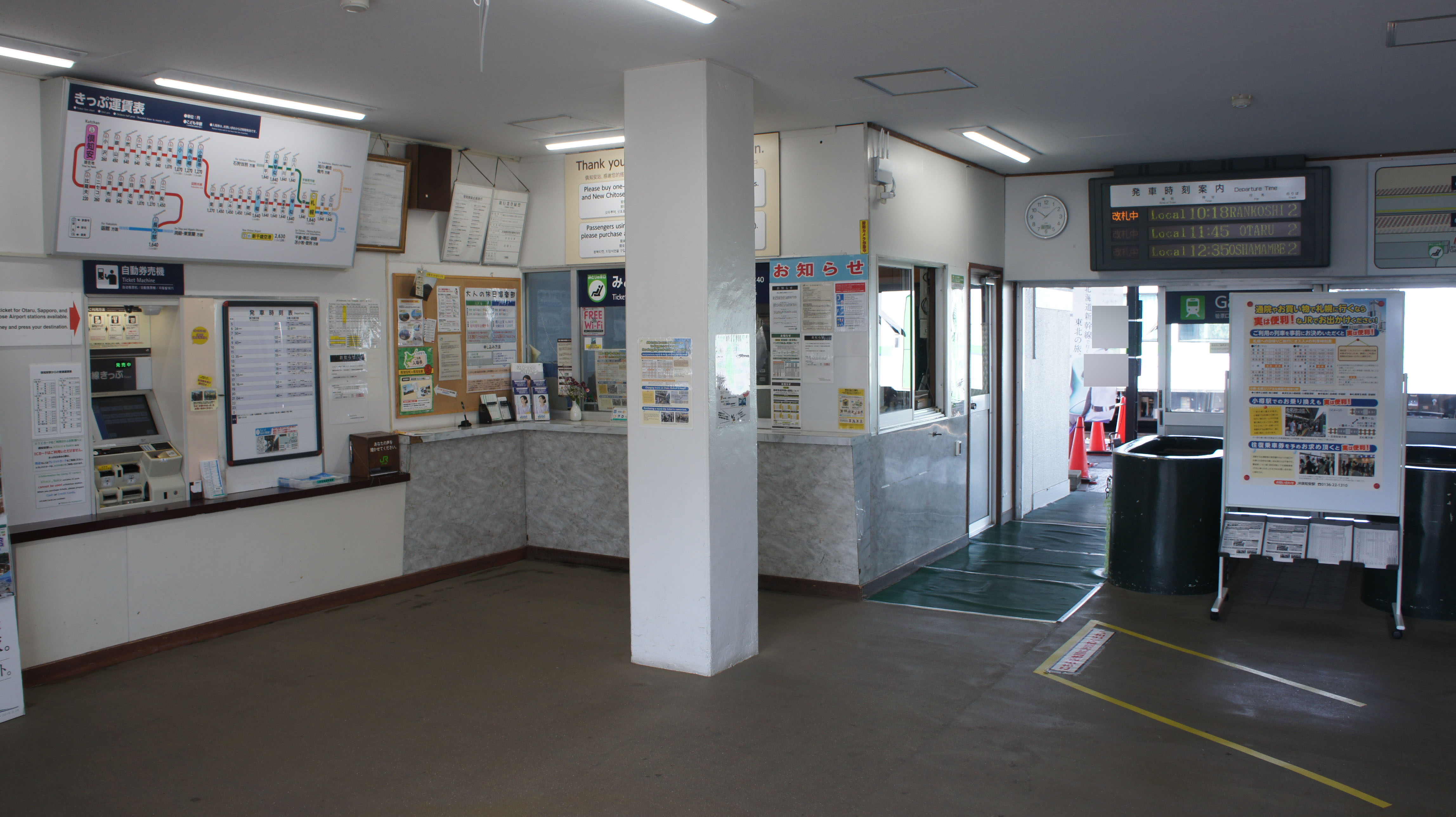
改札口（2017年9月）
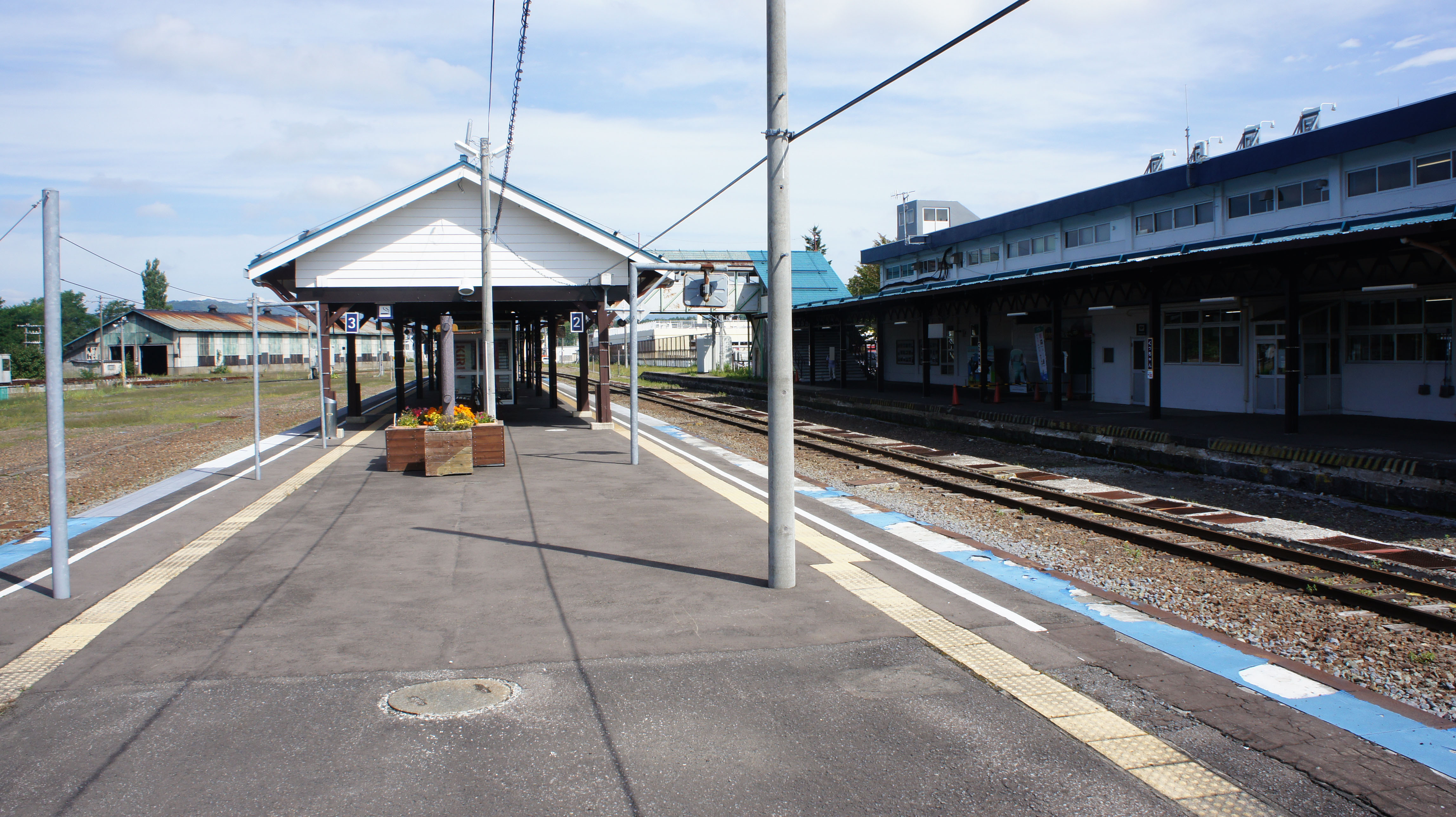
ホーム（2017年9月）
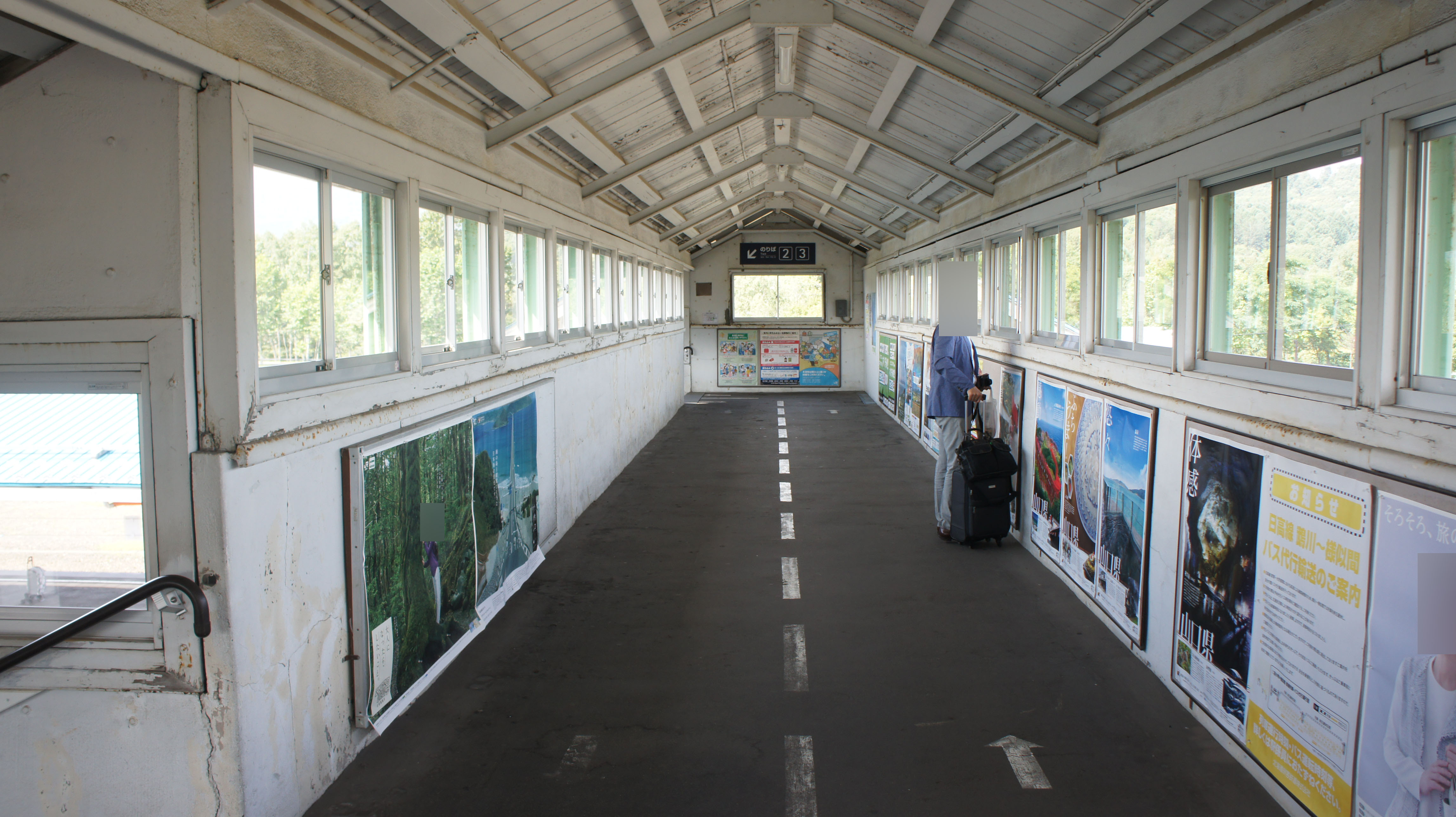
跨線橋（2017年9月）

### 北海道新幹線開業に伴う高架化
北海道新幹線の札幌方面延伸の際に当初は地上に線路が敷設される計画となっていたが、北海道と倶知安町は市街地の分断を避けるため、駅と周辺1.3 kmの高架化を要望し、2016年7月に決定した。そのため、駅構内の線路とホームを西側に移設するなどの工事を行う。
2020年9月には倶知安町が新駅舎のデザインにふさわしいキーワードやモチーフについてのアンケートを地元住民に実施し、「羊蹄山」との回答が82.7％を占めている。他には「スキー、スノーボード」、「国際的な」、「ニセコ連峰」が挙げられている。なお、新駅舎のデザインは「羊蹄山を眺望できるデザイン」との回答が世代を問わず多く占めている。
2021年2月10日付『北海道新聞』では、倶知安町が駅舎内に情報発信や物販の拠点を設ける方針であることが報道されている。

### 新幹線
相対式ホーム2面2線、通過線を持たない高架駅で計画されている。

## 利用状況
乗車人員の推移は以下の通り。年間の値のみ判明している年度は日数割で算出した参考値を括弧書きで示す。出典が「乗降人員」となっているものについては1/2とした値を括弧書きで乗車人員の欄に示し、備考欄で元の値を示す。
また、「JR調査」については、当該の年度を最終年とする過去5年間の各調査日における平均である。
| 年度               | 乗車人員（人） | 乗車人員（人） | 乗車人員（人） | 出典   | 備考 |
| 年度               | 年間           | 1日平均        | JR調査         | 出典   | 備考 |
| ------------------ | -------------- | -------------- | -------------- | ------ | ---- |
| 1978年（昭和53年） |                | 1,529          |                | [ 10 ] |      |
| 2017年（平成29年） |                |                | 404.6          | [ 11 ] |      |
| 2018年（平成30年） |                |                | 386.0          | [ 12 ] |      |

北海道新幹線開業後は1日辺りの利用者数が1,500人になると想定されている。

## 駅周辺
倶知安厚生病院、北海道倶知安高等学校、倶知安郵便局、倶知安警察署、後志総合振興局、ようてい農業協同組合（以下、JAようていと表記）本所・倶知安支所、倶知安地方合同庁舎、倶知安町役場、羊蹄山ろく消防組合消防本部・倶知安消防署、倶知安町公民館・文化福祉センターなどへの最寄駅であるほか、ニセコ観光の玄関口の1つでもあり、ニセコHANAZONOリゾートは車で約10分、ニセコ東急 グラン・ヒラフは車で約15分に位置している。
北海道新幹線の札幌延伸に備え、駅前の再開発候補を巡る動きが出ており、2020年12月には、倶知安商工会議所が倶知安町に対し、JAようていが所有する駅南側の土地の再開発に早期に動き出すことを要望している。また、2021年2月10日付『北海道新聞』では、倶知安町が駅前施設の整備案を、在来線の廃止と存続の2通りに分けて検討していることが報道された。仮に在来線が廃止される場合、駅西側に200台超えの車が駐車可能な2つの駐車場や観光・送迎バスや一般車両が乗り入れ可能なスペースなどが整備されるが、存続の場合は駐車場側にホームが設置されるため、その分駐車場が狭くなる見込みである。
- 倶知安警察署駅前交番
- 駅前ビジネスホテル
- ホテルスリーエム
- コープさっぽろ倶知安店
- スマートホテル倶知安
- ホクレン倶知安支所
- ホテル第一会館
- ラッキー倶知安店
- 倶知安商工会議所
- 北洋銀行倶知安支店
- 北海道信用金庫倶知安支店
- 北海道労働金庫倶知安支店
- くとさんパーク - 前述したホーム移設工事の様子が確認できる[8]。また、倶知安機関区の転車台が保存されている[8]。
- 倶知安町総合体育館
- 倶知安町営プール
- 倶知安町旭ケ丘スキー場
- 倶知安町営野球場
- くっちゃん温泉 ホテルようてい
- 北海道倶知安農業高等学校

## バス路線
駅前に「倶知安駅前」停留所があり、下記の路線が発着する。
- まちなか循環バス「じゃがりん号」[14]
- ニセコバス[15]
  - 小樽方面
  - 岩内方面
  - ニセコ駅方面
  - ニセコビレッジ方面
- 道南バス[16]
  - 喜茂別方面（国鉄胆振線代替バス）
  - ルスツリゾート方面
  - 大和方面
  - 樺山小学校方面

このほか、国道5号沿いには「倶知安十字街」停留所が設置されており、北海道中央バス（高速ニセコ号）などが停車する。

## 隣の駅
北海道旅客鉄道（JR北海道）
■函館本線

比羅夫駅 (S24) - 倶知安駅 (S23) - 小沢駅 (S22)

### 開業予定の路線
北海道旅客鉄道（JR北海道）
北海道新幹線（事業中）
長万部駅 - 倶知安駅 - 新小樽駅 (仮称)

### かつて存在した路線
日本国有鉄道（国鉄）
胆振線
六郷駅 - 倶知安駅

### 報道発表資料
1. ↑  『駅番号表示（駅ナンバリング）を実施します』（PDF）（プレスリリース）北海道旅客鉄道、2007年9月12日。オリジナルの2007年9月30日時点におけるアーカイブ。2014年9月6日閲覧。
2. 1 2 3  『倶知安駅 新ホームの使用開始について』（PDF）（プレスリリース）北海道旅客鉄道、2021年9月17日。オリジナルの2021年9月17日時点におけるアーカイブ。2021年9月17日閲覧。

### 新聞記事
1. ↑  “＜北海道新幹線＞きょう開業*歓迎 最高潮*倶知安 駅に案内所新設／小樽 図書館に関連本”. フォト北海道.  北海道新聞社 (2016年3月26日). 2019年12月7日時点のオリジナルよりアーカイブ。2019年12月3日閲覧。
2. ↑  “北海道新幹線:倶知安駅を高架化 計画変更申請へ”. 毎日新聞. (2016年2月4日).  オリジナルの2019年5月16日時点におけるアーカイブ。 2022年5月1日閲覧。
3. ↑  “北海道新幹線 最長トンネルさらに長く 工事計画変更”. 北海道新聞 どうしんウェブ (北海道新聞社). (2016年7月23日).  オリジナルの2016年7月23日時点におけるアーカイブ。 2016年7月23日閲覧。
4. ↑  “道新幹線・渡島トンネルが陸上最長33kmに－村山と一体化”. 北海道建設新聞 (北海道建設新聞社). (2016年7月22日).  オリジナルの2016年9月25日時点におけるアーカイブ。 2016年7月23日閲覧。
5. ↑  “新幹線高架化に伴い倶知安駅の線路とホームを西側に移設へ”. 北海道建設新聞 (北海道建設新聞社). (2019年8月26日) 2019年12月3日閲覧。
6. 1 2 3  “倶知安新駅舎のデザイン、「羊蹄山」最多82％ アンケートに町民回答”. 北海道新聞. (2020年10月28日).  オリジナルの2020年10月30日時点におけるアーカイブ。 2020年10月30日閲覧。
7. 1 2 3  “倶知安駅前の整備案、町が提示 西側に大規模駐車場 駅舎内に物販拠点”. 北海道新聞. (2021年2月10日).  オリジナルの2021年2月11日時点におけるアーカイブ。 2021年2月12日閲覧。
8. ↑  “明かり部整備19年度本格化　道新幹線新函館北斗―札幌間”. 北海道建設新聞 (北海道建設新聞社). (2018年6月27日) 2020年2月15日閲覧。
9. ↑  “倶知安駅前再開発に動き 新幹線札幌延伸まで10年 候補地に要望、問い合わせ”. 北海道新聞. (2021年1月20日).  オリジナルの2021年1月25日時点におけるアーカイブ。 2021年1月26日閲覧。